# James Janssen van Raay
James Janssen van Raay (Muntok, 1º giugno 1932 – L'Aia, 11 febbraio 2010) è stato un politico olandese.
Esponente di Appello Cristiano Democratico, ricoprì l'incarico di europarlamentare per quattro legislature: eletto per la prima volta alle elezioni europee del 1979, tornò al Parlamento europeo nel 1986 subentrando ad un deputato dimissionario; quindi fu confermato alle elezioni europee 1989 e a quelle del 1994.